# 使徒保祿
是一部2018年的美國聖經電影，由Andrew Hyatt執導和編劇。主演詹姆斯·福克纳飾演保羅，占·卡維素飾演路加（占·卡維素曾經在2004年電影《受難曲》中飾演耶穌）。
主要拍攝於2017年9月在馬爾他開始。本片於2018年3月23日由索尼影業負責上映。

## 演員
- 詹姆斯·福克纳 飾 保羅[4]
- 吉姆·卡維佐 飾 路加[4]
- 奧利佛·馬丁內斯 飾 Mauritius[4]
- 安東妮亞·坎貝爾-休斯（英语：Antonia Campbell-Hughes） 飾 Irenica
- 瓊妮·威利 飾 百基拉
- 約翰·林區（英语：John Lynch (actor)） 飾 亞居拉
- 諾恩·賀力（英语：Noah Huntley） 飾 Publius
- Yorgos Karamihos 飾 大數的掃羅
- Alessandro Sperduti（英语：Alessandro Sperduti） 飾 Cassius

## 外部連結
- 官方网站
- 互联网电影数据库（IMDb）上《Paul, Apostle of Christ》的资料（英文）
- TCM电影资料库上《Paul, Apostle of Christ》的资料（英文）